# John Aston, Sr.
John Aston, född 3 september 1921, död 31 juli 2003, var en engelsk fotbollsspelare. Aston spelade hela sin professionella karriär (1946–1954) i Manchester United där han spelade 253 ligamatcher och gjorde 29 mål. Han vann ligan 1952 och FA-cupen 1948. Mellan 1948 och 1950 spelade han 17 landskamper för det engelska landslaget.